# 宝华山站
宝华山站，位于中华人民共和国江苏省镇江市句容市宝华镇，有沪宁城际高速铁路经过，与句容西站是同城车站。车站原先由中国铁路上海局集团南京直属站管辖，2011年10月22日移交给重新成立的镇江直属站管辖，共有八名职工。
车站于2010年7月开通时共有8趟列车停靠，但由于长期客流稀少、每日仅有大约十余人乘车、一年亏损达上百万元人民币，车站每日停站列车数减少至2趟。在2020年4月10日的调图中上海局集团关闭了客流量较小车站的客运业务，其中包括宝华山站。

## 车站结构
宝华山站站房坐北朝南，四面环山。站房建筑面积为2000平方米。站房综合楼为地上一层，局部两层。一楼为售票处和候车大厅，二楼为车站办公用房和行车监控室、信号通讯机房等。车站屋顶两端呈翘起状，并延伸至后侧的站台雨棚，营造出“日新月异”的意境：寓意宝华镇发展蒸蒸日上。站房内设有4个售票窗口和2座售票机；检票闸机位于站房中部，其中进站闸机3台、出站闸机3台。
- 宝华山站候车室
- 检票口
- 1站台与站房间通道
- 进出站地道

### 站线配置
车站设2站台4线，其中正线2条，到发线2条，站台为两个侧式站台。
| 侧式站台 |                                   |
| 2站台    | 沪宁城际铁路 往上海方向（镇江站） |
| 通过线   | 沪宁城际铁路上行列车通过线        |
| 通过线   | 沪宁城际铁路下行列车通过线        |
| 1站台    | 沪宁城际铁路 往南京方向（仙林站） |
| 侧式站台 |                                   |
| 站房     | 售票、候车、进出站                |